# Indijski hlebovi
Među indijskim hlebovima je veliki izbor tankih hlebova i hlebova oblika palačinka, koji su sastavni deo indijske kuhinje. Njihova varijacija odražava raznolikost indijske kulture i prehrambene navikame.
Iako većina ovih hlebova je nastala u Indiji, poreklo pojedinih, posebno naan-a, vodi tragom iz centralne Azije.

## Sastojci
Većina tankih hlebova iz severne Indije su, pre svega napravljeni od mlevenog brašna, obično Ata ili Maida brašna, i vode. Neki tanki hlebovi, posebno parata, mogu biti punjeni sa povrćem i postavljeni u slojeve sa giom (engl. ghee) (vrstom prečišćenog masla koji se najviše koristi u Južnoj Aziji i Indiji), ili puterom.
U južnoj Indiji i Zapadnoj obali, većina tankih hlebova su uglavnom palačinke napravljene od crnog sočiva i pirinača. Popularne sorte sadrži dosa, apam, utapam, pirinčani rotis i prosani rotis.
Većina Indijskih hlebova koriste spore kvasca u atmosferi za fermentaciju, drugima se dodaje kvasac, za neke se upotrebljava soda bikarbona, a dok se ostali prave bez fermentacije.

## Priprema
U severnoj Indiji, testo je pripremljeno i istanjeno valjanjem. Većina indijskih hlebova, kao što su Roti i Chapati, se peku na "tavi"(ravan tiganj napravljen od livenog gvožđa, čelika ili aluminijuma). Drugi, kao što su Puri i Bhatura se prže u dubokoj masnoći.
U južnoj Indiji, retko testo napravljeno od pirinča i crnog sočiva se priprema tako što se kutlačom u manjim količinama izliva na vruć podmazan tiganj, gde se raširiti na tanak krug i prži na ulju ili ghee-iju dok ne porumeni. U zapadnoj Indiji (uključujući i države Maharaštra, Gudžarat i Radžastan), hleb može biti napravljen od grube žitarica, kao što su bajra, sirak ili ragi, iako je pšenica glavna u tim regionima. Ove vrste hleba su poznati po raznim imenima Rotlo (gudžarati), Bhakri (marati), Roti (radžastan) ili Rotti (severna karnataka).
Indijski hlebovi porekla iz Centralne Azije, kao što su Naan, Tandoori i Roti, se peku u „tandoor-u“. Naan se obično pravi sa kvascem.

## Vrste
Vrste indijskog hleba su: Chapati, Phulka, Puri, Roti, Paratha, Naan, Kulcha, Bhatoora, Bakar Khani, Appam, Dosa, Luchi, Puran Poli, Pathiri, Porotta i mnogi drugi. Neki od ovih, kao što su npr. Paratha i Roti imaju više vrsta. Vrsta hleba zavise od vrste zrna koje se koristi da bi se pripremili, a drugi zavise od fila koji sadrže.
Appam je fermentisani hleb obično pripremljen od fino mlevenog pirinčano brašno. U Kerali u južnoj Indiji, postoje Kallappam, Vattaiappam i Palappam (Vellaiappam). Kallappam se priprema na ravnoj gvožđanoj plotni. Vattaiappamse priprema na pari, dok se Palappam pravi u malim plitkim posudama, koje se pokrivaju dok se hleb sprema. Palappam ima tanku hrskavu "čipku" poput trake oko sebe.

## Galerija
- Batura
- Čapati
- Luči
- Idli i Vada
- Naan
- Papadum
- Parata
- Puri

## Literatura
1. ↑  „Indian Cooking – North Indian Breads”. Архивирано из оригинала 21. 11. 2009. г.